# Kārlis Ulmanis
Kārlis Augusts Vilhelms Ulmanis (1877. szeptember 4. – 1942. szeptember 20.) lett politikus. A 20. századi Lettország legbefolyásosabb politikusa, a lett nacionalizmus alakja és a Lett Gazdák Uniója nevű párt vezére. Autorier, paternalista rendszert vezetett be, amely eléggé sajátos volt Európában.
A lettek többsége a lett szabadság jelképeként tekint rá, illetve az ő rendszerét tekintik a "lett aranykornak". Néhány Ulmanis által létrehozott hagyományt, mint például a Draudzīgais-t még a mai időkben is ápolják. A szovjet időkben egy fasiszta elnyomónak bélyegezték meg, holott Ulmanis rendszere – Smetona és Päts rendszere mellett – az első olyan rendszer volt, amely felvette a harcot a nácizmussal szemben. A fasiszta párt vezetőjét, Gustavs Celmiņš bebörtönözte, a kommunista párt vezetőjét Vilis Lācis pedig törvényen kívül helyezte. 1940-ben a szovjet erők megszállták a balti országokat, Ulmanis szovjet fogságba esett – Konstantin Päts-el együtt. 1942-ben Türkmenisztánban halt meg.

## Fiatalkora
Egy tehetős gazdálkodó családban látta meg a napvilágot. Ulmanis a Lipcsei Egyetemen tanult közgazdaságot. Ezután Lettországban dolgozott íróként, előadóként és mezőgazdasági tanácsadóként. Az 1905-ös forradalom kitörése miatt elmenekült külföldre, hogy elkerülje a letartóztatást. A száműzetés ezen időszakában az Amerikai Egyesült Államokban a Nebraska–Lincoln Egyetemen tanult August Ulmann néven. Itt mezőgazdaságból szerzett Bachelor fokozatot. A tanulmányok után a texasi Houstonba költözött.
Szeretett volna tejfeldolgozó vállalkozást létrehozni, azonban anyagi nehézségekbe ütközött. 1913-ban visszatért Lettországba, miután tájékoztatták arról, hogy a politikusok és az értelmiségiek amnesztiát kaptak. A hazatérés és az élet újrakezdése rövid ideig tarthatott csak az első világháború kitörése miatt.
Ulmanis magánéletéről kevés információ maradt fent. Az biztos, hogy sosem házasodott meg. Amikor egyszer megkérdezték tőle, hogy miért nem kezd viszonyt senkivel vagy miért nem kötött már házasságot, csak annyit mondott: Én Lettország jegyese vagyok, és ez nekem elég.
Rengeteg pletyka és szóbeszéd terjedt arról, hogy állítólag vagy aszexuális vagy homoszexuális, de semmivel nem tudták ezt alátámasztani. Gyermekei nem születettek, de a bátyjának unokája, Guntis Ulmanis később Lettország elnöke lett.

## Politikai karrierje a független Lettországban
Az első világháború utolsó évében megalapította a Lett Gazdák Unióját, ami az akkori Lettország egyik legjelentősebb politikai pártja volt. Erősen jobboldali értékeket vallott, például konzervativizmust, jobboldali paternalizmust, agrárpolitikát, nacionalizmust. Ulmanis egyike volt a Néptanács megalapítónak, akik 1918. november 18-án kikiáltották Lettország függetlenségét, Ulmanis pedig az ideiglenes kormány miniszterelnöke lett. Ulmanis 1918-tól 1934-ig több későbbi lett kormányban volt miniszterelnök.

## Az 1934. május 15-i puccs
1934. május 15-én reggel Ulmanis Jānis Balodis hadügyminiszter támogatásával szükségállapotot rendelt el, feloszlatta a parlamentet és az összes politikai pártot. 
A vér nélküli puccsot az Ulmanishoz hű Aizsargi nemzetőrség és a hadsereg egységei hajtották végre. Az összes szélsőjobboldali (Pērkonkrusts) és baloldali politikust, illetve a hatóságok 2000 szociáldemokratát és vezetőjüket, Bruno Kalniņšt őrizetbe vették. Gustavs Celmiņš, a Pērkonkrusts vezetőjét bebörtönözte
A következő négy évben Ulmanis rendelettel kormányzott parlament nélkül. A parlament feladatait egy kabinetre bízta. A hivatalban lévő államelnök, Alberts Kviesis nem támogatta a puccsot, de hű maradt Ulmanishoz.
1936. március 19-ei rendelet előírta, hogy amikor Kviesis mandátuma lejár, Ulmanis tölthesse be az államelnöki szerepet. Amikor Kviesis 1936. április 11-én lejárt a mandátuma, Ulmanis egyesítette az elnöki és a miniszterelnöki hivatalt.

## Autoritarianizmus
Az Ulmanis-rendszer egyedülálló tekintélyelvű rendszernek számított a két világháború közötti korban. Nem alkotott saját ideológiát, ez egy jobboldali paternalista rendszer volt, vagyis korlátozza egy csoportnak, etnikumnak az autonómiáját és szabadságát. Lettország gazdaságilag etatista lett. Szakmai kamarák jöttek létre, csakúgy, mint Észtországban és Litvániában, ahol szintén ekkortájt vezették be a tekintélyelvű rendszert. A hadsereget és az Aizsargi-t kiváltságokkal ruházták fel. 
Ulmanis népszerű vezetőnek számított – leginkább a gazdák és a vállalkozók körében. Azonban ez vitatható, mivel a puccsától egészen a haláláig nem álltak rendelkezésre megbízható választási adatok.
Ideológiája
Ulmanis a "Lettország a lettekért" elvett vallotta. Korlátozottan, de működhettek német és zsidó újságok. Habár az újságok és folyóiratok hivatalos, 1936-os kereskedelmi kamara listáján egyetlen héber vagy zsidó kiadvány sem szerepel. 1880-as és '90-es években lezajló oroszosítás miatt azonban oroszajkúakat erősen asszimilálták. Oktatás és művelődés területén a lett nacionalizmusra helyezte a legnagyobb hangsúlyt és megszüntették a kisebbségi oktatás támogatását. Ulmanis rendszere alatt az oktatásra nagy hangsúlyt helyeztek, Lettország művelődés aránya kimagasló szintet ért el.
Gazdaságpolitikája
Ulmanis vezetése alatt Lettország jelentős fejlődést ért el. A fontos intézményeket és vállalkozásokat államosították. A kisebb magánvállakozások megvásárlásával és állami vállalatokba való beolvasztásával került sor az "államkapitalizmus" bevezetésére.
Ezt a folyamatot az 1935-ben alapított Lett Nemzeti Bank, vagyis a Latvijas Kredītbanka ellenőrizte és irányította. Az ország az Egyesült Királyságnak és Németországnak lett az egyik legfontosabb kereskedelmi partnere, miközben a Szovjetunióval való viszony folyamatosan romlott. Ulmanis sok iparágat államosított . Ez gyors gazdasági növekedést eredményezett, amelynek során Lettország nagyon magas életszínvonalat ért el. Mikor, Európa a nagy gazdasági világválság hatásaitól és eredményeitől szenvedett, Lettország mind a Bruttó Nemzeti Termékben, mind az export szempontjából növekedést mutatott. 
Ulmanis a gazdasági életből is igyekezett kivonni a kisebbségieket. A letteknek biztosított minden hivatalt, minden tisztséget és munkahelyet. Lettországban az intézmények és a hivatalok csaknem 90%-a volt lett kézben 1939-ben, míg 1933-ban csak a 20%-a.